# 駿台史学会
駿台史学会（すんだいしがくかい、英語: Sundai Historical Association Of Meiji University）は、日本の学術研究団体の一つ。主に明治大学（駿河台に所在）の関係者で構成される。

## 概要
1951年（昭和26年）11月24日設立。学術研究団体としての種別は単独学会。
史学・地理学の研究と普及に努め、会員相互の親睦を図ることを目的としている。
国内においては日本歴史学協会に加盟している。

## 沿革
- 1951年 - 駿台史学会発足。

## 刊行物

### 駿台史学
1951年（昭和26年）創刊の駿台史学会機関誌。自分たちの学術雑誌をつくりたいという明治大学文学部史学地理学科の最上級生たちの要望により誕生した。題字は当時の学部長渡辺世祐の揮毫によるもので、第4号から大学の費用が支出され、杉原荘介、神田信夫、木村礎が編集を担当した。発行回数は1964年（昭和39年）から年2回、1977年（昭和52年）から年3回となっている。
- 誌名（和文）：駿台史学
- 誌名（欧文）：Sundai Historical Review
- 創刊年：1951
- 資料種別：ジャーナル（査読付き論文を含む）
- 使用言語：日本語（英文抄録あり）
- 発行形態：印刷体
- 著作権帰属先：-
- クリエイティブコモンズ：-
- 購読：有料